# Demetrio Moscato
Demetrio Moscato (* 4. Februar 1888 in Gallina (heute ein Ortsteil von Reggio Calabria); † 22. Oktober 1968 in Salerno) war ein italienischer römisch-katholischer Geistlicher und Erzbischof von Salerno.

## Leben
Er studierte am Priesterseminar von Reggio Calabria. Nach dem Erdbeben in der Straße von Messina am 28. Dezember 1908 half Demetrio Moscato zunächst bei der Rettung von Verletzten, bevor er an der Bergung von verschütteten kirchlichen Kunstwerken teilnahm. Er schloss sein Studium der Philosophie und Theologie am Päpstlichen Kolleg von Anagni ab und empfing am 13. Oktober 1912 die Priesterweihe. Während des Ersten Weltkriegs war er Militärkaplan im 30. Infanterieregiment der Pisa-Brigade. Danach war er als Seelsorger in Reggio Calabria tätig.
Am 24. Juni 1932 wurde er zum Bischof von San Marco und Bisignano ernannt. Die Bischofsweihe spendete ihm am 8. September desselben Jahres der Erzbischof von Reggio Calabria, Carmelo Pujia; Mitkonsekratoren waren Giuseppe Romeo, Bischof von Nocera de’ Pagani, und Paolo Albera, Bischof von Mileto. Nach dem Tod von Erzbischof Enrico Montalbetti kehrte Demetrio Moscato 1943 als Apostolischer Administrator nach Reggio Calabria zurück.
Am 22. Januar 1945 wurde er Erzbischof von Salerno. Sein humanitäres Engagement spiegelte sich auch in der Hilfe für die Opfer der Überschwemmung in Salerno 1954 wider. 1946 wurde er auch zum apostolischen Administrator der Diözese Amalfi ernannt. 1966 nahm er an der ersten Vollversammlung der italienischen Bischofskonferenz nach dem Ende des Zweiten Vatikanischen Konzils teil.
Er starb am 22. Oktober 1968 in Salerno und wurde in der dortigen Kathedrale beigesetzt.